# Tarachia friesiorum
Tarachia friesiorum là một loài dương xỉ trong họ Aspleniaceae. Loài này được Momose mô tả khoa học đầu tiên năm 1960.
Danh pháp khoa học của loài này chưa được làm sáng tỏ. 